# Johannes Mellinger

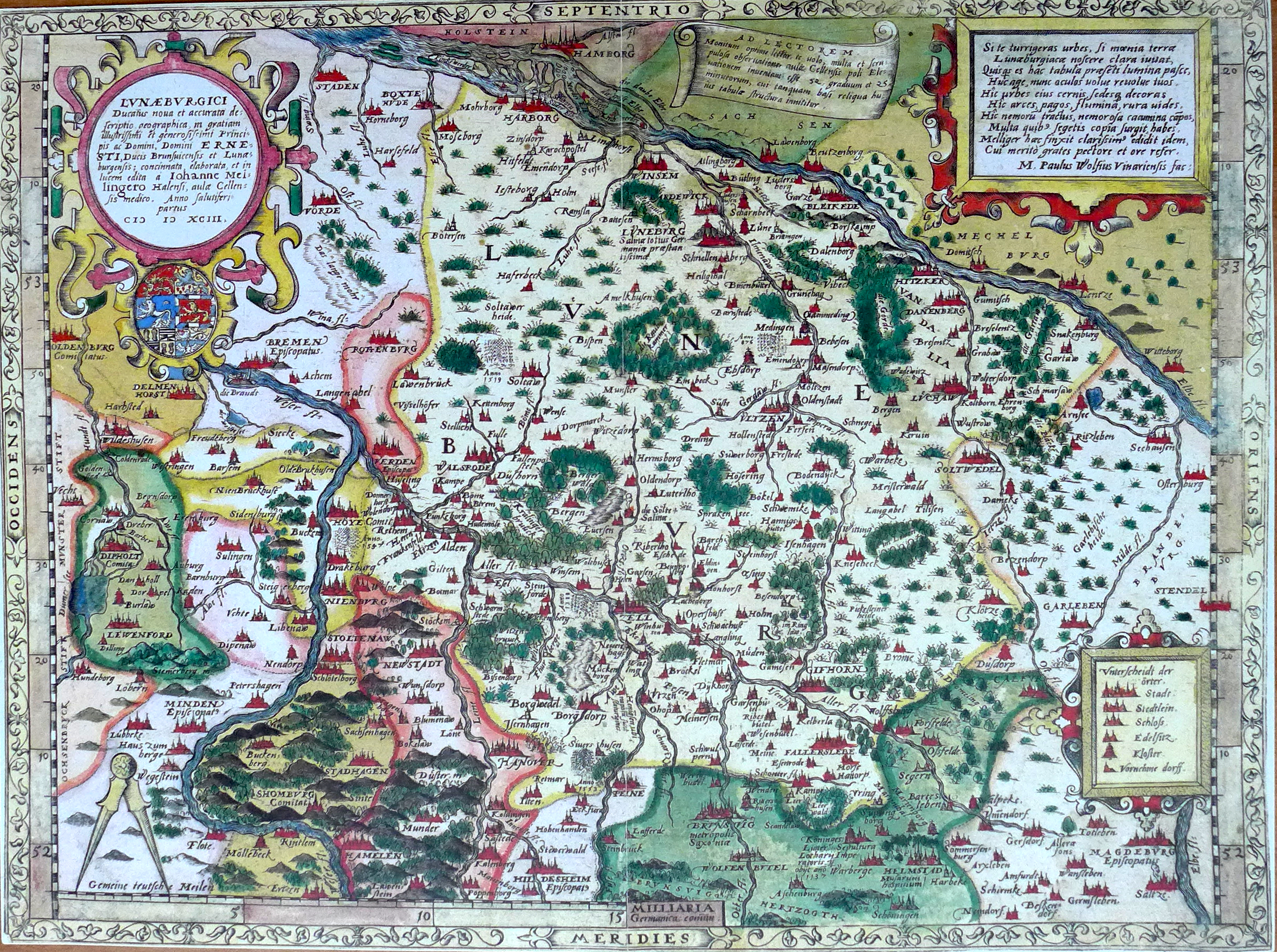
Karte des Fürstentums Lüneburg von Johannes Mellinger (1593)

Johannes Mellinger (* um 1538 in Halle; † Anfang Mai 1603 in Celle) war ein deutscher Kartograf und Arzt.

## Leben
Mellinger wurde um 1538 als Sohn von Elisabeth († nach 1572) und Hans Mellinger († vor 1557) geboren. In den Urkunden wird Mellinger erstmals 1555 als Student an der Universität Wittenberg erwähnt. Dort machte er 1562 seinen Magister und ging anschließend zurück nach Halle.
1567 erlangte Mellinger in Weimar das Bürgerrecht und wurde an der dortigen Stadtschule als Kantor angestellt und ab 1568 war der auch Konrektor. Bis Anfang 1569 blieb er in Weimar und brachte dort 1568 sein erstes großes kartografisches Werk heraus, eine Karte von Thüringen.
1569 übernahm er den Posten des Rektors an der Stadtschule in Jena. Dort schrieb er sich an der Universität Jena ein und nahm 1572 ein Medizinstudium auf. Das Amt als Rektor gab er 1573 auf.
1577 war er in Hildesheim tätig und wurde 1578 in Celle Leibarzt des Herzogs Wilhelm der Jüngere von Braunschweig-Lüneburg. Er übernahm das Amt nach dem Tod von Gervasius Marstaller, der zuvor Professor für Medizin an der Universität Jena war. 1579 machte Mellinger an der Universität Rostock seinen Doktor in Medizin. Nach dem Tod von Herzog Wilhelm 1592 wurde er Leibarzt von Herzog Ernst II.
In Celle arbeitete er wiederum als Kartograf, wo er 1590 einen Atlas der Ämter und Vogteien im Fürstentum Lüneburg und 1592/1593 eine Karte des Fürstentums angefertigte.
Mellinger heiratete 1564 Catharina Schneller (1545–1604). Ihre Kinder waren Nicolaus (um 1566–1629), Pastor in Beedenbostel, Johannes (1569–1633), Arzt in Hildesheim und Friedrich (1580–1626), Pastor in Didderse, Wittingen und Sülfeld.